# Жигимонтівська сотня
Жигимонтівська сотня — вперше і востаннє значиться в присяжних списках 1654 року як адміністративна одиниця Миргородського полку.
Дослідники за описами Г. Л. Боплана, локалізують місцезнаходження Жимонтова на правому березі Псла між Устивицею та Багачкою. Ймовірно сучасне село Широка Долина.
За іншими версіями, так могла називатися Уцтивицька сотня через зміну сотенного центру з Устивиці на Жимонтів (або через вживання ополяченої назви містечка Устивиця).
Можливо також, що це одна із сотень Миргородського полку, яка називалась іменем свого сотника.
У документах про адміністративну реформу Миргородського полку 1658 року вже не згадується.